# Äppelbo
Äppelbo est une localité de Suède dans la commune de Vansbro située dans le comté de Dalécarlie.
Sa population était de 494 habitants en 2019.